# Carolin Golubytskyi
Carolin Elisabeth Bodoczi, geb. Wutz gesch. Golubytskyi (* 19. Dezember 1985 in Bad Mergentheim) ist eine ehemalige deutsche Florettfechterin. Sie ist bei Deutschen Fechtmeisterschaften fünffache Einzel- und elffache Mannschaftsmeisterin.

## Leben
Carolin Bodoczi wuchs in Königheim auf. Ab 1997 besuchte sie die Riemenschneider-Realschule Tauberbischofsheim und beendete diese 2002 mit der Mittleren Reife. Daraufhin machte sie bis 2005 an der Kaufmännischen Schule Tauberbischofsheim eine Lehre zur Bankkauffrau. Derzeit ist sie Sportsoldatin im Dienstgrad Stabsunteroffizier in der Sportfördergruppe der Bundeswehr in Mainz. 1990 begann sie mit dem Fechtsport. Ihre erste Trainerin war bis 2005 Rosalia Gombos. Seit 2007 wird die Sportlerin vom FC Tauberbischofsheim von ihrem Mann, dem ukrainischen Weltklassefechter Sergei Golubytskyi betreut.

## Karriere
2000 gewann Bodoczi die Bronzemedaille bei den Kadettenweltmeisterschaften in South Bend. In der Saison 2003/04 gewann Golubytski die Gesamt-Weltcupwertung der Junioren und holte zudem Einzelgold bei den Junioreneuropameisterschaften in Poreč, den EM-Titel konnte sie im darauffolgenden Jahr in Espinho erneut gewinnen. Bei den Aktiven tritt sie nach einjähriger Krankheit ab 2006 an. Bei den Europameisterschaften in Izmir erreichte Golubytskyi Platz 17 im Einzel und fünf mit der Mannschaft. Im Jahr darauf wurde sie in Gent erneut Mannschaftsfünfte und Neunte im Einzel. Ebenfalls 2006 startete sie erstmals in Turin bei Weltmeisterschaften und wurde 20. im Einzel sowie 13. mit der Mannschaft. 2007 wurde sie in St. Petersburg 17. im Einzel. Zudem gewann sie in der Saison 2006/07 in Kairo, Salzburg und Buenos Aires ihre ersten Weltcups. Im Juli 2008 wurde sie Dritte bei den Europameisterschaften in Kiew, schon vorher war die Tauberbischofsheimerin für die Olympischen Spiele von Peking qualifiziert.
Ihre Weltranglistenposition für die Olympischen Spiele war Platz 4. Sie wurde vorab als Medaillenhoffnung gehandelt, erreichte jedoch das Viertelfinale nicht.
Auf nationaler Ebene führt Bodoczi seit 2006 die Rangliste bei den Aktiven an. 2001/2002 gewann sie mit Bronze ihre erste Medaille bei Deutschen Junioreneinzelmeisterschaften. 2003 und 2004 gewann sie die Titel, 2004 zudem den mit der Mannschaft. Bei den Aktiven gewann sie 2006 Einzelbronze, 2007 und 2008 wurde sie Vizemeisterin und Mannschaftsmeisterin. 2010, 2011 und 2012 gewann sie drei Mal hintereinander im Einzel und mit der Mannschaft die Aktiven Deutschen Meisterschaften. 2009 gewann sie bei den Fechtweltmeisterschaften in Antalya mit der Mannschaft Bronze. Zudem kam sie 2010 bei den Europameisterschaften in Leipzig mit der Mannschaft auf Platz zwei.

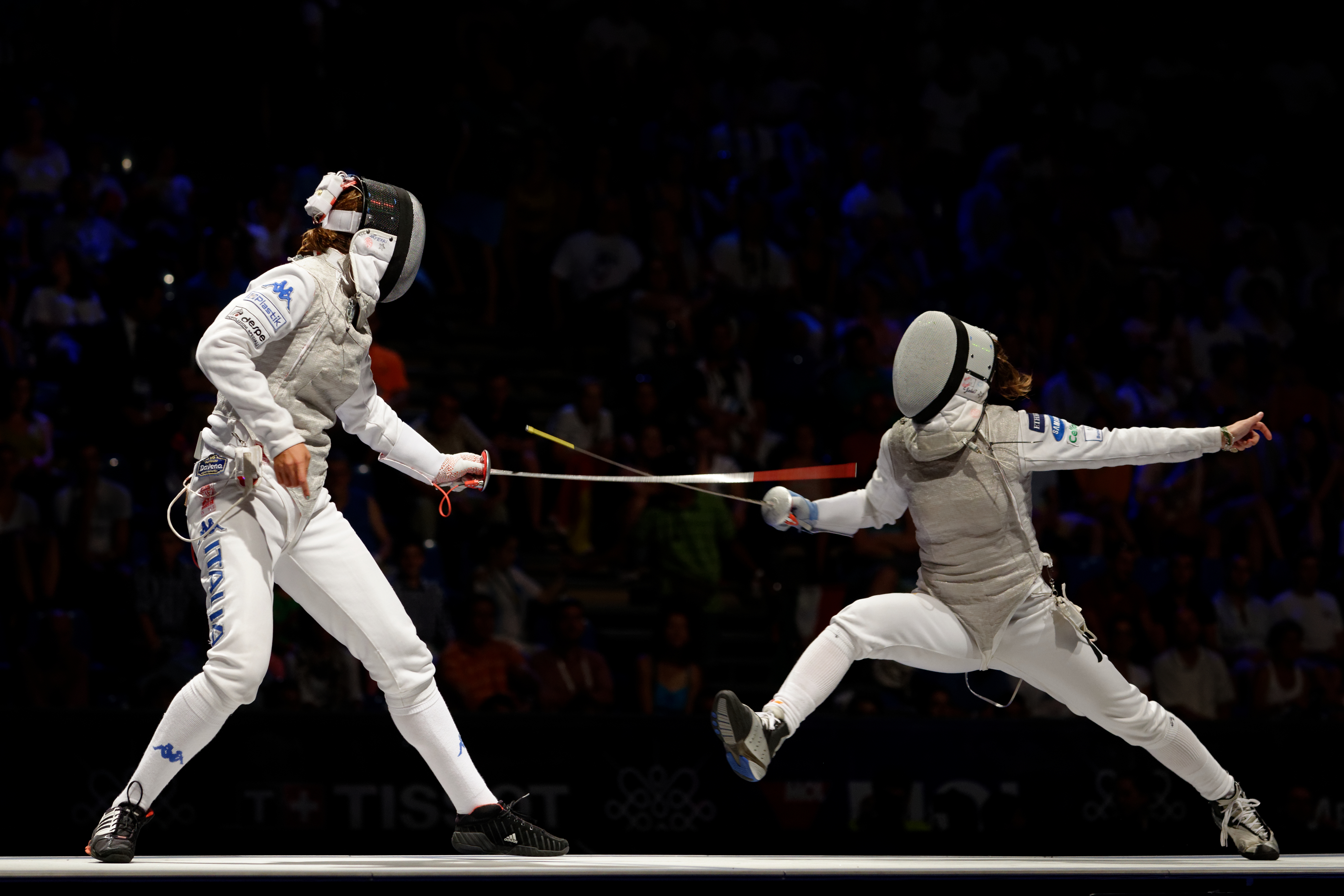
Weltmeisterschaftsfinale 2013 gegen Arianna Errigo.

Für die Olympischen Spiele 2012 in London qualifizierte Golubytskyi sich vorab im Einzel, die Mannschaft hat dieses Ziel nicht erreicht. Als zu der Zeit Weltranglistendreizehnte erreichte sie das Achtelfinale bei den Spielen. Beim Stand von 8:6 traf die spätere Goldmedaillengewinnerin Elisa Di Francisca sie mit der Glocke ihres Floretts am Kinn. Trotz einer mehrminütigen Unterbrechung des Gefechts war Golubytskyi körperlich beeinträchtigt und erzielte im weiteren Verlauf nur einen weiteren Punkt, so dass sie aus dem Wettbewerb ausschied.
2013 gewann sie erneut bei den Deutschen Fechtmeisterschaften im Einzel und mit der Mannschaft. Bei den Europameisterschaften 2013 in Zagreb wurde sie von Diana Jakowlewa gestoppt und holte Bronze. Bei den Weltmeisterschaften in Budapest focht sie im Halbfinale gegen Elisa Di Francisca, beim Stand von 9:7 wurde Golubytskyi wie bei den Olympischen Spielen von der gegnerischen Glocke unter der Maske getroffen und das Gefecht musste für eine medizinische Versorgung unterbrochen werden. Sie konnte jedoch danach weiterfechten und siegt nach Ablauf der regulären Zeit mit 13:12 im Sudden Death. Im Finale verlor sie gegen Arianna Errigo mit 8:15 und gewann Silber.
2014 gewann sie bei den Deutschen Fechtmeisterschaften mit der Mannschaft und errang die Silbermedaille im Einzel. Bei den Deutschen Fechtmeisterschaften 2015 erreichte sie ebenfalls Silber im Einzel. 2016 konnte Golubytskyi bei den Deutschen Fechtmeisterschaften zwei Goldmedaillen, im Einzel und mit der Mannschaft, erreichen. Bei den Europameisterschaften 2016 in Toruń holte sie die Bronzemedaille.
Bei den Olympischen Spielen 2016 in Rio de Janeiro schied Golubytskyi mit einer Außenbandverletzung im Sechzehntelfinale gegen die Polin Hanna Lyczbinska aus. Bereits beim Stand von 0:2 stießen die beiden Fechterinnen zusammen. Nach einer kurzen Behandlungspause nahm Golubytskyi, entgegen dem Rat ihres Physiotherapeuten, noch einmal das Gefecht auf, konnte jedoch in der Folge nur noch Ergebniskosmetik betreiben und wurde nach dem 9:14 zur genaueren Untersuchung in ein Krankenhaus gebracht.
Nach einem Vereinswechsel zu Future Fencing Werbach gewann Bodoczi bei den Deutschen Fechtmeisterschaften 2019 die Goldmedaille mit der Florett-Mannschaft. 2022 wechselte Golubytskyi nach vier Jahren zurück zum Fecht-Club Tauberbischofsheim. Mit ihr ging auch Leonie Ebert. Ihr bisheriger Verein Future Fencing Werbach ließ in der Folge seinen aktiven Fechtbetrieb bis auf weiteres ruhen.